# He Stopped Loving Her Today
«He Stopped Loving Her Today» («Он прекратил любить её сегодня») — песня американского кантри-певца Джорджа Джонса с его альбома 1980 года I Am What I Am. (Это был лид-сингл с вышеназванного альбома, то есть сингл вышел до выхода альбома, в который эта песня входила. Сингл был выпущен в апреле, а альбом в сентябре.)
Песня поднялась на 1 место кантри-чарта американского журнала «Билборд» и продержалась на 1 месте 18 недель. А ведь к тому времени у Джонса шесть лет не было ни одного хита номер 1 и ряд музыкальных критиков стали списывать его со счетов. Успех песни же вернул к певцу интерес публики. Кроме того, лейбл Columbia Records после этого обновил контракт с певцом.
Кроме того, за эту песню Джонс получил «Грэмми» за 1980 год в номинации «Лучшая мужская вокальная работа в стеле кантри».
В ряде опросов «He Stopped Loving Her Today» признавали величайшей песней в стиле кантри всех времён
В 2008 году песню включили в Национальный реестр аудиозаписей Библиотеки конгресса США. (В этот реестр включаются наиболее важные записи в истории США, которые должны быть сохранены для будущих поколений и поэтому находиться на особом хранении.)

## Сюжет песни
Песня рассказывает историю о друге, который до конца жизни не отказался от своей любви, не сдался и продолжал любить. Он хранит старые письма и фотографии в надежде, что она вернётся. Песня достигает своего апогея в припеве, где слушатели узнают, что он и правда прекратил любить её — когда умер — и что женщина всё-таки возвращается — на его похороны.

## История создания
Продюсер Билли Шеррилл показал песню Джонсу в 1978 году, но, как рассказывали и Шеррилл, и сам Джонс, когда певец впервые её услышал, она ему очень не понравилась. В биографии певца, принадлежащей перу Боба Аллена, Шеррилл говорит: «Он думал, что песня была слишком длинной, слишком грустной, слишком угнетающей и что никто никогда не станет её включать… Он ненавидел эту мелодию и никак не хотел её учить». В ретроспективном документальном фильме Same Ole Me Шеррилл также утверждает, что Джонс доводил его, постоянно исполняя эту песню на мотив хита Криса Кристофферсона «Help Me Make It Through the Night». Шеррилл вспоминает о жарком споре во время одной из сессий звукозаписи: «Я говорю „Это не та мелодия!“, а он: „Да, но эта мелодия лучше“. Я говорю „Может быть — Кристофферсон тоже бы так сказал, ведь это его мелодия!“» В том же документальном фильме Шеррилл утверждал, что в тот период Джонс был в такой плохой физической форме, что «речитатив был записан через 18 месяцев после того, как был записан первый куплет» и добавил, что последними словами, сказанными Джонсом о песне «He Stopped Loving Her Today», были: «Этого угрюмого сукиного сына никто не купит» (англ. Nobody’ll buy that morbid son of a bitch).
Хоть Джонс и ненавидел эту песню, когда ему её впервые предложили, в конечном итоге он отдал ей должное за то, что та возродила его неуклонно слабевшую музыкальную карьеру. Как он сказал, «карьера длиной в четыре десятилетия была спасена трёхминутной песней».

## Премии и признание
В 2004 году журнал Rolling Stone поместил песню «He Stopped Loving Her Today» в исполнении Джорджа Джонса на 270 место своего списка «500 величайших песен всех времён». В списке 2011 года песня находится на 275 месте. В 2024 году Rolling Stone поместил песню на 5-е место в своем рейтинге 200 величайших кантри-песен всех времен.
Кроме того, песня, в частности, вошла (опять же в оригинальном исполнении Джорджа Джонса) в составленный журналом «Тайм» в 2011 году список All-TIME 100 Songs (список ста лучших песен с момента основания журнала «Тайм»).